# Oxypoda hiemalis
Oxypoda hiemalis är en skalbaggsart som beskrevs av Thomas Casey 1911. Oxypoda hiemalis ingår i släktet Oxypoda och familjen kortvingar. Inga underarter finns listade i Catalogue of Life.